# Luis Domingo Berho
Luis Domingo Berho (San Manuel, Partido de Lobería, Provincia de Buenos Aires, 4 de agosto de 1925 – San Justo, Provincia de Buenos Aires,  26 de septiembre de 1992), fue un poeta argentino muy conocido en el ambiente rural que escribió mayoritariamente sobre lo relacionado con el campo bonaerense del siglo XX. Se destacó del género de “la gauchesca”, con una visión diferente al tratado por los poetas clásicos.
En 1986 recibió el Premio Payador LS 11, del Gobierno de la Provincia de Buenos Aires.

## Biografía
Hijo de María Rochford (de ascendencia irlandesa) y Juan Berho (de ascendencia vasca) nació en un humilde hogar rural de San Manuel, en Lobería. Su padre murió a poco de nacer él y la familia se trasladó entonces al paraje Cerro de la Guitarra, en las vecindades de San Manuel, donde cursó solo hasta el 4° grado primario, pues en aquel entonces en las zonas rurales no se enseñaba más que hasta ese nivel. Aun así, desde niño, sintió atracción por los versos y el conocimiento en general.
A los 17 años abandonó su hogar y comenzó a recorrer numerosos pagos, como Monte, Balcarce, Mar del Plata (llevado por el servicio militar obligatorio, que incluyó un fugaz paso por Bariloche) , Bahía Blanca, San Justo, Navarro y otros, sin retornar nunca a Lobería.
Adhería a los hombres de las estaciones de tren que realizaban el trabajo golondrina. Le interesaba más este tipo de tareas, como la de estibar bolsas con el material cosechado. El linyera era habitual en estos lugares, y solía haberlos anarquistas, que llevaban algún libro. Al juntarse Berho con ellos, estos le transmitieron el gusto por la lectura, hasta el punto de que llegó a leer, siendo chico, obras del arte clásico europeo, como la Divina Comedia. Pero en sus obras prefirió utilizar la forma de hablar más popular en las áreas rurales, que era la décima del Siglo de Oro Español. Esta forma difícil, con rimas en palabras consonantes (a partir de la última vocal acentuada) con un entramado complicado pero muy usado popularmente por payadores, y a su vez por letrados, era dominada por Berho, quien buscaba la perfección de la palabra, que esta fuese rica y poco común en el uso, y que él ubicaba en el lugar preciso para dar con la rima en forma coherente.
Fue recién a los 28 años, en 1954, que realizó su primera publicación en Mar del Plata, Cortando campo, siguiéndole, recién en 1972, Puerta ajuera publicado en Buenos Aires.
En Mar del Plata conoció a Roberto Cambaré, máximo exponente letrista de la década del '60. En 1968 el cantor Víctor Velásquez grabó un disco para el sello Odeón en el que incluyó el tema Las dos aves de Berho.
Durante la década del '70 su nombre comenzó a hacerse muy conocido de la mano de diversos cantores; como Argentino Luna, que le grabó Tambo (en un fragmento) y también Visita, y el correntino Francisco Chamorro, quien musicalizó algunos de sus temas, que iban a cobrar fama al ser cantados por Alberto Merlo, quien le grabó al menos siete temas, entre ellos las milongas La chata de Lobería y Estación de vía muerta.

## Su obra

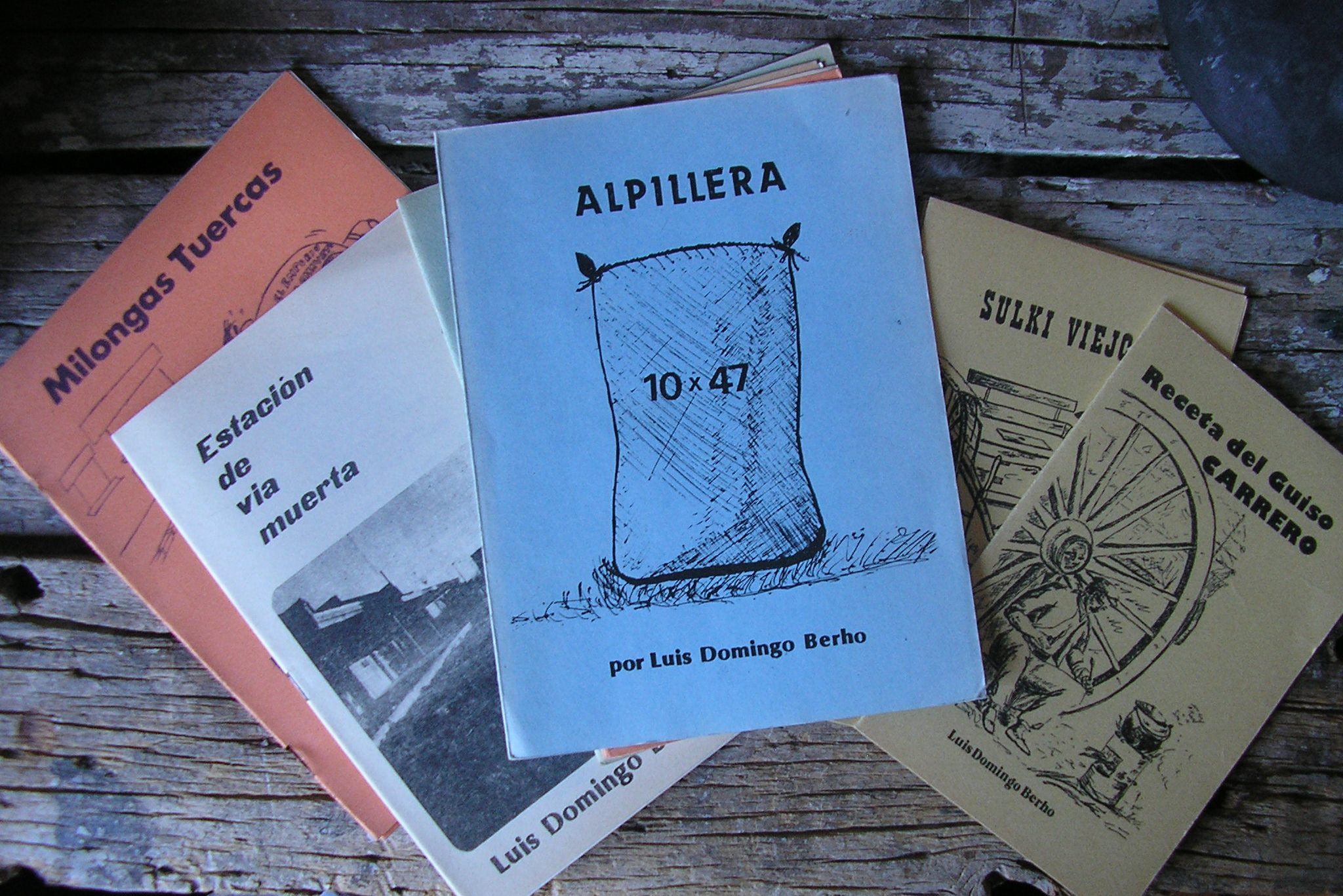
Algunas de sus obras.

Fue autodidacta y gran lector de todo tipo de obras literarias, lo que le dio una formación muy amplia y diversa.
Logró un lugar destacado dentro de “la gauchesca”, pero con una visión de un campo diferente al tratado por los poetas clásicos del género. El mismo Berho le aclaró alguna vez al escritor Carlos Raúl Risso:  "Mire que yo no soy un poeta gauchesco…”, dejando así en claro que su poesía tenía una sutil diferencia con todo lo producido hasta el momento relacionado con el ámbito rural.
Una de sus particularidades fue que le añadió la forma de hablar del hombre de campo, y que su obra versaba mayoritariamente sobre la chacra y su entorno, que no formaba parte de la vida del gaucho, "pastor ecuestre", si no del campo ya alambrado,  el trabajo detrás de los caballos, con temas como el carro, el tren, el molino, el viejo arado, la humilde cocina, etc. Por esta razón se lo conocía en zonas rurales como el poeta chacarero. Su lenguaje popular, con la fonética del hombre rural pero con nuevos temas, lo convirtieron en uno de los poetas más acreditados en la segunda mitad del siglo XX, en cuanto al regionalismo bonaerense.
Su estilo consistía en escribir con palabras comunes pero que rara vez se escriben juntas:
Te veo como hace mucho

molino rodiao de quinua

y a tu música continua

me parece que la escucho

Pión de Fierro
“Pión de Fierro”, “Malacate”, “Cocina ‘e Chacra”, “Mis Trebejos”, “ de Lobería”, “Estación de Vía Muerta”, “Tranquera de Alambre”, “El Maceta Viejo” o “Historia de un Relincho”, entre otros, merecen formar parte de la mejor antología.
En 1986 recibió el “Premio Payador LS 11", de parte del Gobierno de la Provincia de Buenos Aires.
Las décimas de El Maceta (la historia de un caballo que luego de haber trabajado toda su vida es sacado a la calle por su dueño, para dejarlo morir) han ganado vida propia y son muchos los paisanos que las memorizan, ignorando a veces a su autor.
También tiene otros trabajos que se apartan de su líneas costumbristas, en los que ensaya raras construcciones de poesías con distintos aspectos, como 14 sonetos y 1/2, publicado por la Cooperativa de Autores de Mar del Plata y un curioso Antiprosas. Otro trabajo muy apartado del tema de la chacra fue "Tuercas", dedicado al deporte automovilístico, muy presente en las localidades que frecuentó.
Murió a los 67 años; en una clínica de San Justo, el 26 de septiembre de 1992. La familia, radicada en Balcarce, con su sobrina Dora Berho de Faberi a la cabeza, compendió el libro De Mi Galpón, de 150 páginas, con 80 versos, que reunía la mayor parte de su obra (algo en lo que Berho había estado trabajando poco antes de morir, solo que él pensaba publicar solo a las que consideraba sus mejores composiciones). Salió publicado en 1999, editado en Mar del Plata, con ilustraciones en tapa y contratapa aportadas por el artista plástico Rodolfo Ramos, tras una gestión de Agustín López, poeta este muy vinculado a Berho.
Hacia el año 2006 el cantor marplatense Beto Ruidíaz realizó una grabación a la que llamó “Sentimientos del Corazón”, compuesta de 15 zambas, una canción y un carnaval cruceño, que oportunamente había compuesto con letra de Berho.
Sus restos descansan al pie de la sierra La Barrosa en el cementerio de Balcarce.
Títulos
De sus publicaciones, solo “Cortando Campo” fue un libro, con 36 poemas en 80 páginas. El resto fueron folletos o plaquetas, la mayoría de entre ocho a doce páginas.
- Cortando Campo (1954)
- Puerta a Juera (1972)
- 14 Sonetos y 1/2 (s/f)
- Macabra (1972)
- Antiprosas (1975);

Folletos
- El Maceta (1983)
- de Lobería (1983)
- Estación de Vía Muerta (1984),
- Milongas Tuercas (1985),
- Tranquera de Alambre (1986);

Plaquetas
- Molina Campos
- Alpillera
- Galleta ‘e Campo
- Receta del Guiso Carrero
- Sulki Viejo

## Homenaje
El escenario de la "Fiesta de las Tropillas y la Tradición", que organizaba la agrupación Gauchos de Lobería, fue bautizado con su nombre.
Todos los años, en la fecha de su deceso, se realiza un homenaje junto a la tumba, en la que una décima de José Curbelo lo evoca diciendo:
Fue Don Luis Domingo Berho

el descriptivo poeta

de la chata, del maceta

y del arado primero.

Del rastrojo, del potrero,

la cocina y los galpones.

En las sureñas regiones,

escribió su canto eterno,

con la chacra por cuaderno

y los surcos por renglones.